# 呼吸 (柚子单曲)
《呼吸》是日本二人组合柚子（ゆず）的第16张单曲。2003年2月12日由其所属公司Senha&Company发售。